# Dmitry Lisitsyn
Dmitry Lisitsyn é um ambientalista russo. Ele recebeu o Prémio Ambiental Goldman em 2011 pelos seus esforços na protecção dos ecossistemas da ilha de Sakhalin.